# Liste der Monuments historiques in Quimperlé
Die Liste der Monuments historiques in Quimperlé führt die Monuments historiques in der französischen Gemeinde Quimperlé auf.

## Liste der Bauwerke
| Bezeichnung                                 | Beschreibung | Standort                        | Kennzeichnung | Schutzstatus   | Datum     | Bild           |
| ------------------------------------------- | ------------ | ------------------------------- | ------------- | -------------- | --------- | -------------- |
| Abtei Saint-Colomban                        |              | 16, rue Brémond-d’Ars (Lage)    | PA00090377    | Classé Inscrit | 1949      | weitere Bilder |
| Abtei Sainte-Croix                          |              | Rue de la Paix (Lage)           | PA00090381    | Classé Inscrit | 1840 1926 | weitere Bilder |
| Ursulinenkloster                            |              | Avenue Jules-Ferry (Lage)       | PA00090378    | Inscrit        | 1927      | weitere Bilder |
| Dolmen von Roscasquen                       |              | Route de Pont-Scorff (Lage)     | PA00090379    | Classé         | 1958      |                |
| Kirche Notre-Dame-de-l’Assomption           |              | Place Saint-Michel (Lage)       | PA00090380    | Classé         | 1915      | weitere Bilder |
| Hôpital Frémeur (Krankenhaus)               |              | Rue de l’Hôpital-Frémeur (Lage) | PA29000020    | Classé         | 2004      |                |
| Gebäude                                     |              | 2, rue Gauguin (Lage)           | PA00090382    | Inscrit        | 1928      |                |
| Haus                                        |              | 8, rue Brémond-d’Ars (Lage)     | PA00090385    | Inscrit        | 1928      |                |
| Haus                                        |              | 10, rue Brémond-d’Ars (Lage)    | PA00090386    | Inscrit        | 1928      |                |
| Haus                                        |              | 12, rue Brémond-d’Ars (Lage)    | PA00090387    | Inscrit        | 1928      |                |
| Haus                                        |              | 4, rue Dom-Morice (Lage)        | PA00090388    | Classé         | 1976      | weitere Bilder |
| Haus                                        |              | 9, rue Dom-Morice (Lage)        | PA00090390    | Classé         | 1931      | weitere Bilder |
| Haus                                        |              | 15, place Saint-Michel (Lage)   | PA00090391    | Inscrit        | 1928      |                |
| Haus                                        |              | 45, place Saint-Michel (Lage)   | PA00090383    | Inscrit        | 1928      |                |
| Haus                                        |              | 8, rue Savary (Lage)            | PA00090392    | Inscrit        | 1928      |                |
| Maison des Archers (Haus)                   |              | 7, rue Dom-Morice (Lage)        | PA00090389    | Classé         | 1972      |                |
| Maison de retraite du Bourgneuf (Altenheim) |              | 28, rue du Bourgneuf (Lage)     | PA00090384    | Inscrit        | 1932      |                |
| Pont Fleuri (Brücke)                        |              | Rue Ellé (Lage)                 | PA00090394    | Inscrit        | 1928      | weitere Bilder |
| Brücke des Présidial de Quimperlé           |              | Rue Brémond-d’Ars (Lage)        | PA00090393    | Inscrit        | 1932      |                |

## Liste der Objekte
- Monuments historiques (Objekte) in Quimperlé in der Base Palissy des französischen Kultusministerium